# Johann Christian Andreas Heym
Pour les articles homonymes, voir Heym.
 (octobre 2018).
Si vous disposez d'ouvrages ou d'articles de référence ou si vous connaissez des sites web de qualité traitant du thème abordé ici, merci de compléter l'article en donnant les références utiles à sa vérifiabilité et en les liant à la section « Notes et références ».
Johann Christian Andreas Heym, dit aussi Jean Heym, né à Brunswick en 1759 et mort en 1821 à Moscou (Empire russe), est un géographe et grammairien allemand, professeur et recteur de l'université de Moscou.
Il a contribué, par ses ouvrages, aux progrès de l'enseignement en Russie.

## Œuvres
Nous citerons de lui :
- Nouveau dictionnaire allemand, russe et français, et vice versa (1796-1802, 5 vol. in-4°)[1] ;
- Essai d'une encyclopédie géographique et topographique de l'empire russe (1796, in-8°) ;
- Grammaire russe à l'usage des Allemands (1798, in-8°) ;
- Grammaire allemande à l'usage des Russes (1802, in-8°), souvent réimprimée.